# Hideaki Tomiyama
Hideaki Tomiyama, född den 16 november 1957, är en japansk brottare som tog OS-guld i bantamviktsbrottning i fristilsklassen 1984 i Los Angeles.